# Religión de la Casa Comunal

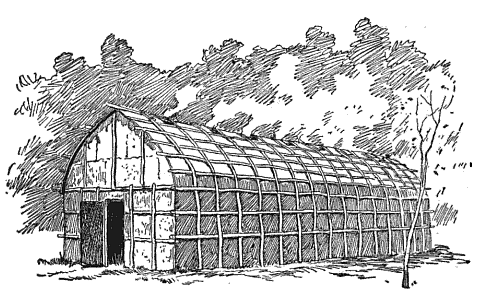
Casa comunal iroquesa.

La religión de la Casa Comunal (en inglés, Longhouse Religion), también conocida como Código de Handsome Lake o Gaihwi:io («El Buen Mensaje»), se refiere un movimiento religioso que surgió entre la tribu seneca (una de las seis grandes naciones de la Confederación iroquesa) en el nororiente de los Estados Unidos a finales del siglo XVIII y comienzos del XIX. Combinaba elementos morales y teológicos del cristianismo protestante (especialmente del movimiento de los cuáqueros) con rituales y cosmología tradicionales iroqueses. El movimiento sigue activo en la actualidad.
El movimiento fue fundado en 1799 por el profeta seneca Handsome Lake (Ganjo Dieyo), entre los pueblos iroqueses que antes vivían en casas comunales. Este movimiento combina y reinterpreta elementos de las creencias religiosas tradicionales iroquesas con elementos adoptados del cristianismo, principalmente de los cuáqueros. Según el antropólogo Anthony F. C. Wallace, para 1969 el gaihwi:io contaba con unos 5.000 miembros practicantes.: 3 Originalmente, el gaihwi:io era conocido como la «nueva religión» en oposición a las creencias animistas imperantes, pero desde entonces se le conoce como la «antigua religión» en oposición al cristianismo.
Antes de la adopción de la vivienda unifamiliar, los iroqueses vivían en grandes casas para toda la familia (extendida), también conocidas como casas comunales (en inglés, longhouses), que también servían como lugares de reunión, ayuntamientos, teatros o lugares para ceremonias religiosas. Los gaihwi:io conservan las casas comunales para fines ceremoniales, por lo cual el movimiento se denominó «religión de las longhouses». 
El movimiento religioso conocido como El Código de Handsome Lake o Ganjo Dieyo (Buen mensaje de Séneca y de Onondaga) fue fundada por el Jefe seneca Handsome Lake (Ganjo Dieyo) que designó la estructura de la casa siempre y como su lugar de culto.

## Orígenes
El 15 de junio de 1799, sus 64 años de edad, tras una vida de pobreza y alcoholismo, Ganioda'yo (cuyo nombre en inglés era Handsome Lake, que traduce Lago Apuesto) recibió unas revelaciones mientras estaba en trance en medio de una fiebre, tras lo cual abandonó la bebida y, cuando recobró la salud, empezó a llevar un mensaje de gaihwi:io (la «Buena Palabra» o «Buen Mensaje», una transliteración de «evangelio») a su pueblo. Las enseñanzas de Ganioda'yo, que habría de predicar por los siguientes dieciséis años, se codificaron en wampum: 310  y se difundieron entre las poblaciones del oeste de los estados de Nueva York, Pensilvania y las tierras iroquesas, llegando a conocerse como el Código de Handsome Lake.
El Código de Handsome Lake fue uno de los levantamientos más exitosos de la época. Su Código combinaba los valores tradicionales del modo de vida iroqués con valores cristianos, y el entonces presidente Thomas Jefferson dio su respaldo al código de Handsome Lake en 1803. Con la ayuda de los familiares de Handsome Lake, sus visiones fueron escritas y publicadas en 1850. El Código de Handsome Lake sigue practicándose entre los Séneca y se considera un modo de vida indio tradicional. A partir de la década de 1820, se hizo tradicional recitar el Código cada septiembre en Tonawanda, en la Nación Séneca.
Handsome Lake confirió la responsabilidad de predicar el gaihwi:io a una serie de «portadores del gaihwi:io», que para 1912 eran seis. Como la transmisión era oral, las versiones empezaron a divergir. En la década de 1860, los portadores del gaihwi:io se reunieron en Cold Spring, en el antiguo hogar de Handsome Lake. Compararon versiones y, cuando se encontraron diferencias, el jefe seneca John Jacket determinaba la versión correcta y la escribía en lengua seneca en papel de carta. Cuando terminó, el grupo volvió a reunirse en Cattaraugus y memorizó la versión corregida. El jefe Jacket entregó la copia escrita al jefe Henry Stevens, quien a su vez la transmitió al jefe Edward Cornplanter, que de algún modo la perdió. En 1903, temeroso de que la transmisión oral volviera a dar lugar a errores, el jefe Cornplanter la reescribió de memoria y la entregó a los Archivos del Estado de Nueva York para su conservación. William Bluesky, un predicador bautista laico, lo tradujo al inglés.

## Creencias y práctica
En medio de su trance, Ganioda'yo reflexionó sobre el sufrimiento de su tribu, que experimentaba gran sufrimiento tras la violenta expansión anglosajona a sus antiguos territorios. Ganioda'yo creía que la pobreza y el alcoholismo estaban destruyendo aún más la nación: Cuando empezaba a caer dormido, afirmó haber sido visitado por tres espíritus, que recuperaron su salud y le trasmitieron un mensaje y un mandato del Gran Creador para que esparciera instrucciones entre su pueblo. El mensaje incluía fundamentalmente instrucciones sobre cómo organizar su sociedad. Predicaba en contra de cuatro «palabras» o males que la gente debía evitar consumir whisky, brujería, magia para enamorar y el aborto o medicinas para la esterilización. A quienes eran culpables de tales actos se les urgió a arrepentirse ante Ganioda'yo, o en casos muy graves, al Creador mismo.
Entre 1799 y 1815, Ganioda'yo afirmó haber tenido nuevas visiones enviadas por el Creador a través de los espíritus. La segunda gran visión estableció una teología apocalíptica para sus seguidores, en la que vio la muerte de la tierra y el destino eterno de los buenos y de los malos. Los pecadores sufrirían a manos del Atormentador (o Castigador) mientras que los justos se unirían al Gran Espíritu en el mundo celestial. Una tercera visión le ordenaba llevar este mensaje a todas las naciones indígenas.
Ganioda'yo no intentaba crear una nueva religión, sino que veía su obra como un perfeccionamiento de la religión tradicional iroquesa. El cambio más drástico que introdujo fue la noción de cielo e infierno, junto con la idea de que los seres divinos vigilan constantemente a las personas para determinar si viven como justos, creencias probablemente adaptadas de la cosmología cristiana. El mensaje de gaihwi:io de Handsome Lake predicaba contra la embriaguez y otras malas prácticas. Handsome Lake abolió los pecados societales, intentando limpiar a las tribus de todas las acciones inmorales, a las que intentó mostrarles lo equivocado de su conducta. Insistía en que los iroqueses debían abstenerse de la bebida, la violencia marital, el aborto, el abandono de cónyuges e hijos, de la venta de tierras, del consumo excesivo, de las granjas industriales y de la brujería.
El auge del estilo de vida propugnado por Handome Lake tuvo más éxito que el de la mayoría de las religiones de la época porque su código combinaba el modo de vida tradicional iroqués con los valores cuáqueros. A pesar de la clara presencia de valores cristianos en sus enseñanzas, no está claro cuánto contacto con el cristianismo tuvo Handsome Lake antes de sus visiones. Su modo de vida hacía hincapié en la supervivencia sin sacrificar la identidad iroquesa, y reconocía la necesidad de hacer ajustes para sobrevivir en su mundo cambiante. Los ideales de Handsome Lake resultaron reveladores y la mayoría de su pueblo estaba de acuerdo con él. Quienes se opusieron al código tenían razones para creer que Handsome Lake estaba renunciando a sus costumbres ancestrales al alterar el carácter de su modo de vida. Consideraban que los nuevos ideales de Handsome Lake suponían abandonar su historia y renunciar ante ideales cuáqueros porque Handsome Lake creía que de otra manera no podrían sobrevivir al mundo que evolucionaba a su alrededor.
El gaihwi:io se proclama dos veces al año: en la Acción de Gracias de mitad de invierno, que cae en algún momento entre el 15 de enero y el 15 de febrero, y de nuevo en la reunión de las Seis Naciones en septiembre. Normalmente, los predicadores se intercambian entre las reservaciones para el evento. Una recitación completa dura tres días, sólo por las mañanas. Cada mañana de los tres días, antes de que salga el sol, el predicador se sitúa junto a la chimenea de la casa comunal y canta la Canción del Sol para asegurar que haya buen tiempo.
Durante las ceremonias, el predicador permanece de pie ante la chimenea, ayudado por un asistente que se sienta a su lado sosteniendo una hebra de wampum blanca. Una parte de la congregación se sienta en bancos colocados a lo largo de la casa y el resto en bancos colocados a lo largo de las paredes. Las mujeres se cubren la cabeza con un chal.
El ambiente de la ceremonia recuerda en cierto modo a una reunión de reavivamiento. Los participantes pueden llegar a llorar, y la emotiva atmósfera a veces es tan contagiosa que muchos vuelven a declarar públicamente su lealtad a la religión.